# Kopernio
Kopernio es una empresa tecnológica, denominadas startups, que investiga y patenta herramientas y programas informáticos para realizar lecturas parciales de textos científicos desde un corpus prefijado de artículos de revistas científicas. Utilizando la inteligencia artificial, sus herramientas automatizadas aportan a cada usuario o cliente núcleos de interés provechosos para sus actividades comerciales o académicas, así como para sus investigaciones o I+D. 

## Historia
Kopernio fue fundada en 2017 por el grupo Mendeley, siendo sus cofundadores Jan Reichelt y Ben Kaube, a través de Newsflo, propiedad de Elsevier. Mendeley es una aplicación web y de escritorio, propietaria y gratuita que permite gestionar y compartir referencias bibliográficas y documentos para la investigación, así como encontrar nuevas referencias y documentos y colaborar en línea. 
Kopernio ha desarrollado un plugin gratuito para usuarios libres o suscriptores y con especial atención para acceso a revistas científicas de bibliotecas universitarias, incluso cuando el usuario esté fuera del campus universitario. Fue adquirida por Clarivate Analytics en abril de 2018, nombrando a Jan Reichelt como director gerente de Web of Science y a Ben Kaube como director gerente de Kopernio. Clarivate pretende incorporar las herramientas de Kopernio a su Web of Science.